# Pont-Farcy
Pont-Farcy település Franciaországban, Calvados megyében. Lakosainak száma 544 fő (2018. január 1.). Pont-Farcy Bures-les-Monts, Pont-Bellanger, Sainte-Marie-Outre-l’Eau, Beuvrigny, Fourneaux, Gouvets, Guilberville, Saint-Vigor-des-Monts, Tessy-sur-Vire és Tessy-Bocage községekkel határos.

## Népesség
A település népességének változása:
| Lakosok száma | 507  | 546  | 537  | 532  | 544  |
|               | 1968 | 2013 | 2015 | 2017 | 2018 |